# Abadía de Nogent-sous-Coucy
La abadía de Nogent-sous-Coucy fue una antigua abadía de monjes benedictinos, cercana a Coucy-le-Château-Auffrique en el departamento del Aisne, en la orilla derecha del río Ailette.

## Historia

### Fundación
La abadía fue fundada en 1059 por Alberic o Aubry, señor de Coucy, junto a su esposa Ade de Marle y su suegra Mathilde.
Fue construida en el lugar donde había una antigua capilla dedicada a la Virgen María. La abadía fue próspera mientras estuvo bajo la protección de los señores de Coucy.
El célebre cronista Guibert de Nogent (1053-1124) fue nombrado abad de ella en 1104.

### Desaparición
La abadía fue desmantelada en 1789 y fue utilizada como cantera de piedras.
En su emplazamiento, a principios del siglo XIX, se construyó un castillo, que se incendió en 1917 y fue demolido en 1918.

## Abades
Algunos de los abades que tuvo fueron:
- Henri, 1076-1086, abad de la abadía de Homblières hacia 1059, y de la abadía de Saint-Remi de Reimsen 1074.
- Godofredo de Amiens, ?-1104.
- Guibert de Nogent, 1104.
- Robert II, 1190-1213.
- Nicolas-Louis Poule, 1703-1781, abad sirviente.

## Priores, monjes y personalidades
- Jean Thiroux (1663-1731), monje y escritor, nacido en Autun.